# Agnières-en-Dévoluy
Agnières-en-Dévoluy foi uma comuna francesa na região administrativa da Provença-Alpes-Costa Azul, no departamento de Altos-Alpes. Estendia-se por uma área de 32,46 km². Em 2010 a comuna tinha 270 habitantes (densidade: 8,3 hab./km²).
Em 1 de janeiro de 2013, passou a formar parte da nova comuna de Dévoluy..